# Шосе 1 (Ізраїль)
Шосе 1 (івр. כביש 1, Kvish Ahat) є основною автомагістраллю, що поєднує Тель-Авів і Єрусалим в Ізраїлі.
Шлях довжиною 94 км простягається між Середземним і Мертвим морями, сполучаючи ізраїльські та палестинські території. Відома в давнину як Яффська дорога, вона спочатку була прокладена османами 1860-го року і з тих пір слугує головним шосе до Єрусалима.
Шосе подекуди надто перевантажене, особливо на в'їздах до Тель-Авіва і Єрусалима.

## Маршрут

### З Тель-Авіва до Єрусалима
Дорога починається як шестисмугове шосе, що відокремлюється від шосе Аялон (№ 20) на північ від розв'язки Кібуц-Галуйот у Тель-Авіві на висоті 20 метрів над рівнем моря. Далі оминає 70-метрове звалище Гірія, перетинає шосе 4, дорогу 412 і Тель-Авівську перехоплювальну автостоянку. Упродовж цієї ділянки по розділювальній смузі траси йде залізнична колія.

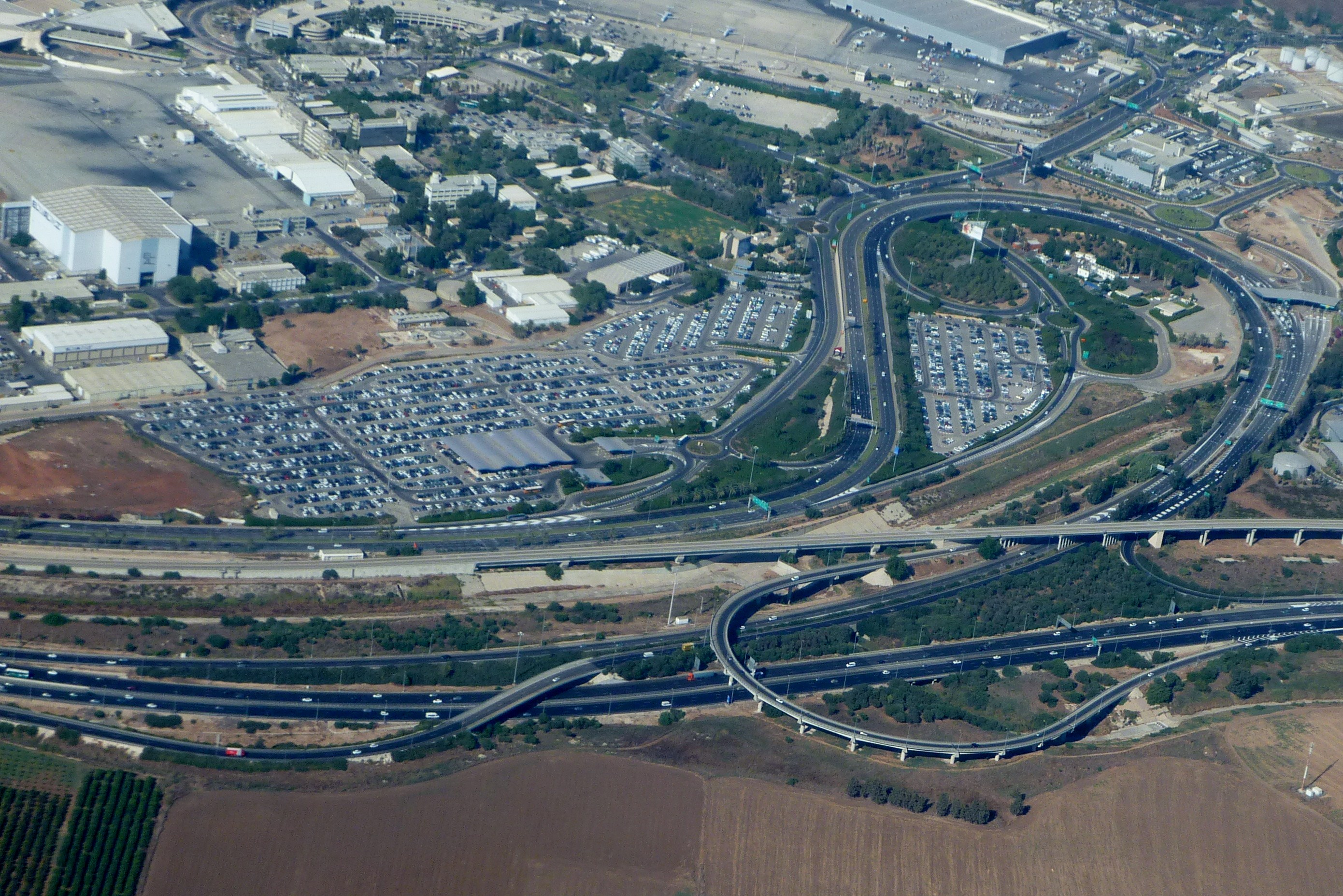
Розв'язка Бен-Гуріон

Потім дорога робить S-подібну криву повз Міжнародний аеропорт імені Бен-Гуріона і перетинає потік Аялон на півночі. Продовжуючись на південно-південний схід, дорога перетинається з шосе 40, дорогою 443 і шосе 6, де звужується до чотирьох смуг і досягає висоту 93 метриу Бен-Шемені. Залишивши Бен-Шемен, шосе повертає на південний захід, де йде паралельно до шосе 6 протягом 1,5 км.
Після того дорога знову повертає на південно-південний схід, проходячи через долину Аялон, де вона перетинається з шосе 431 південніше Модіїну. У цьому місці, дивлячись на північ, можна побачити найдовший на даний момент міст в Ізраїлі, що є частиною високошвидкісної залізниці Тель-Авів—Єрусалим. Дорога перетинає потік Аялон і сходить до 200 метрів над рівнем моря, де перетинає Зелену лінію (лінію перемир'я 1949 року) протягом 1,5 км і повертає до Латруна. Потім дорога недовго йде поряд з потоком Ілан, наближається до Шаар-га-Гай на висоті 300 метрів над рівнем моря. Тут, на розв'язці Шаар-га-Гай, можна побачити османський караван-сарай на південній стороні шосе.

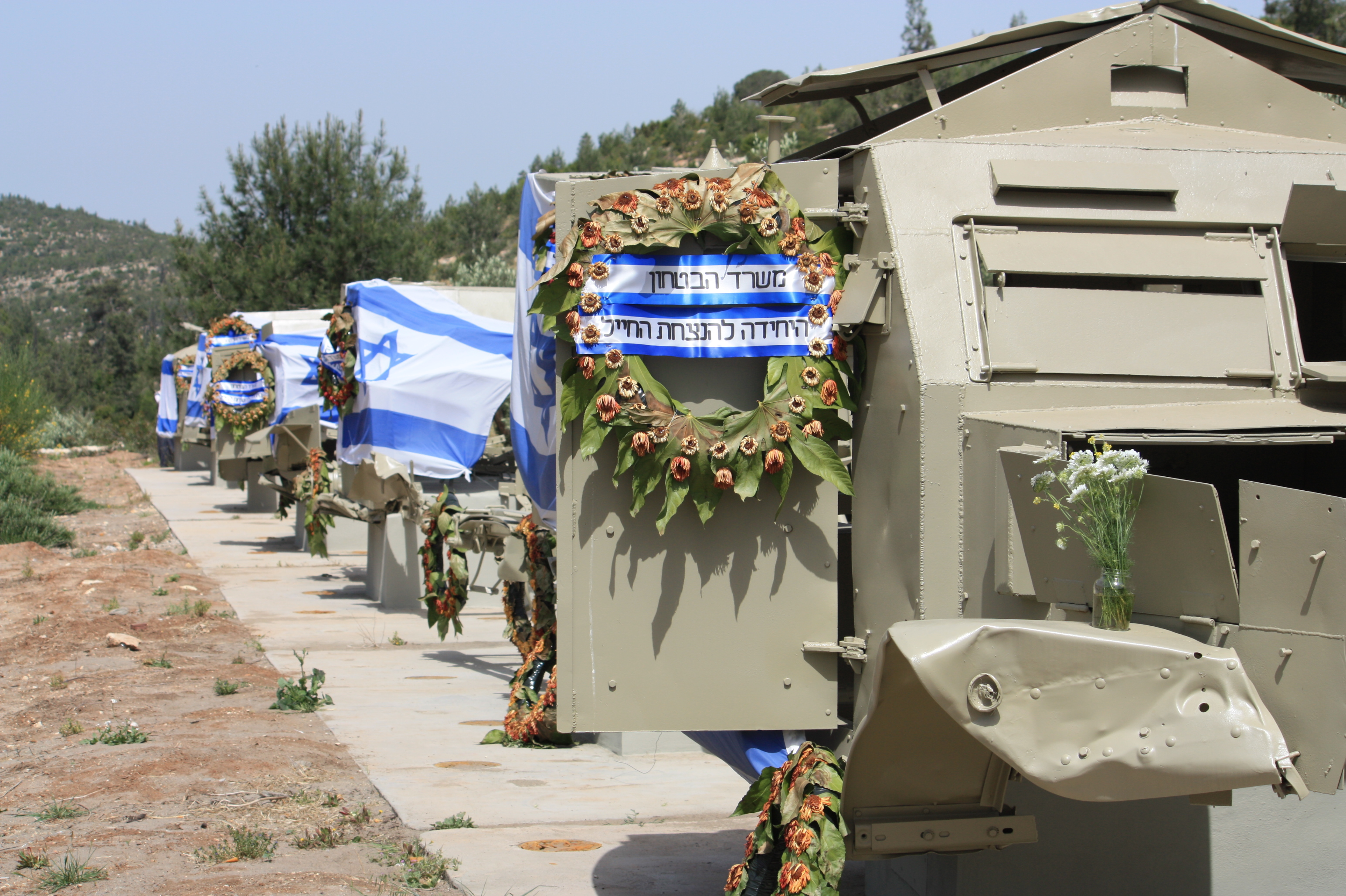
Залишені бронемашини часів Війни за незалежність у Шаар ха-Ґай. Частина нинішнього шосе 1 від Шаар ха-Ґай до Кастеля називається «Єрусалимським коридором»; вона була місцем кровопролитних боїв у 1948 р.

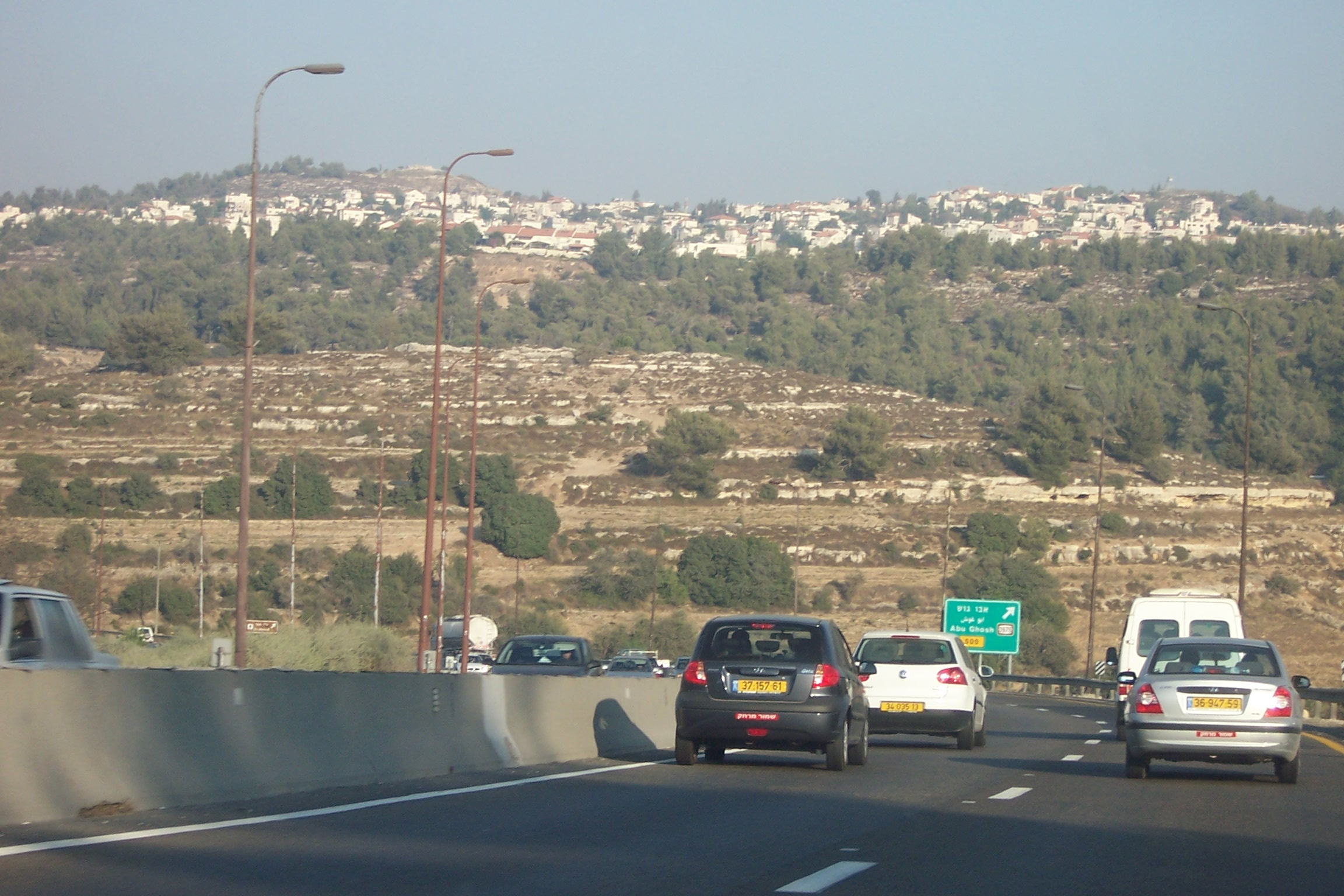
Шосе 1 прямує на схід, наближаючись до розв'язки Гемед і виїзду з Абу-Ґош

#### Підйом до Єрусалиму
Проходячи через Шаар Ха-Гай, шосе 1 починає яскраво виражений підйом через Юдейські гори в точці між хребтом Мішлатім на півночі та хребтом Шаярот і знаменитою Бірманською дорогою на півдні. Уздовж цієї ділянки вздовж дороги збереглися покинуті іржаві військові машини, встановлені на честь зусиль броньованих конвоїв постачання, які намагалися прорвати облогу Єрусалиму під час Палестинської війни 1948 року. Проходячи повз Шореш, дорога досягає висоти 715 метрів уздовж північного хребта долини Кісалон у Кір'ят-Єарім (Телц-Стоун). Потім спускається до 610 метрів, проходячи повз Абу-Гош, перетинаючи потік Кісалон в Ейн-Гемеді, а слідом знову піднімається, досягаючи 680 метрів, входячи в тунелі Гарель, минаючи гору Маоз і національний парк Кастель у Мевасерет-Ціоні. У цьому місці дорога спускається до 610 метрів, де проходить по мосту Моца через потік і долину Сорек, оминаючи Моцу.

### Через Єрусалим
В муніципальних межах Єрусалима, дорога повертає на північний схід і починається завершальний підйом до міста. На північних схилах нижче Гар-га-Менухот дорога розділяється розв'язкою Шаар-Моріа, побудованою 2007 року. (Раніше шосе 1 продовжувало сходження через бульвар Бен-Гуріон, численні криві вулички, і закінчувалося історичним Західним входом у Єрусалим, що відзначав початок Яффської дороги). З 2007 року дорога спускається від транспортної розв'язки в Кедрову долину (Емек га-Аразім).

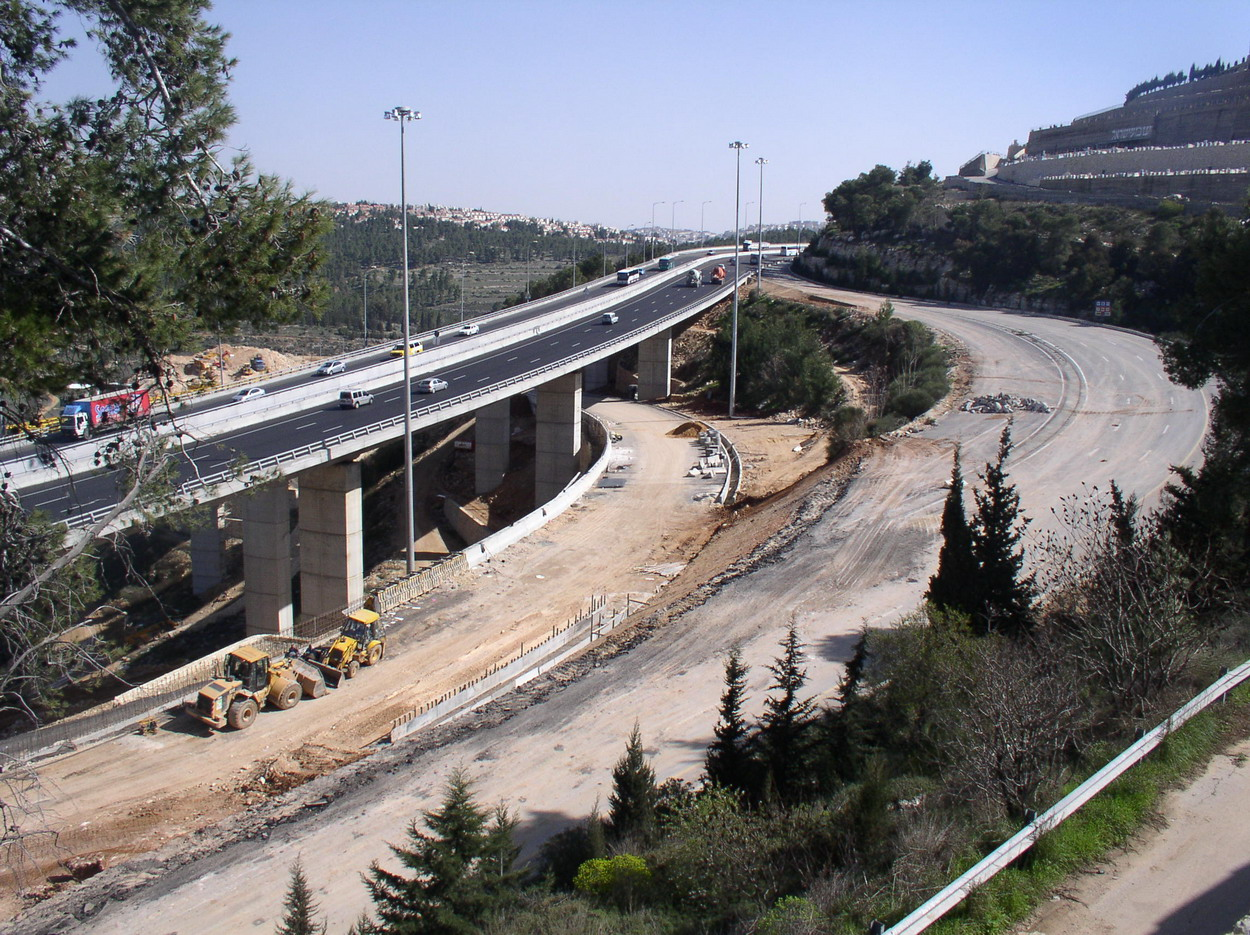
Розв'язка Шаар Моріа: шосе 1 (єрусалимська дорога 9) під реконструкцією

У Кедровій долині дорога, також відома як Єрусалимська дорога 9, проходить через тунелі під пагорбом на північній стороні потоку Сорек. Потім вона перетинає Зелену лінію поряд з районом Рамот на висоті 630 метрів, там само перетинається з дорогою 436 і шосе 50 (бульвар Бегіна) на розв'язці «Іґаель Ядін», ставши чотирисмуговою автомагістраллю зі світлофорним регулюванням. Прямуючи на схід, дорога, яка тут також називається бульваром Іґаеля Ядіна, проходить райони Гар-Хоцвім і Рамат-Шломо, зростає до найвищого піднесення 815 метрів, де перетинається із сильно перевантаженим роздоріжжям Шаар-Мізрах («Східні ворота») у кварталах Шуафат і Гіват-Шапіра. У цьому місці дорога перетинає рейки Єрусалимського швидкісного трамваю і перехрещується із шосе 60, відзначаючи вододіл Юдейських гір.
Після Шаар-Мізрах дорога називається Дерех Маалє Адумім. Зелень, типова для західної сторони вододілу, на східній стороні змінюється тотальними гірсько-пустельними відтінками бежевого. Дорога повертає на південь і починає зниження, проминаючи табір біженців Шуафат й арабське селище Ісавайя. У цьому місці поруч починається нова дорога, яка після закінчення будівництва стане сполучним маршрутом між Рамаллою і Вифлеємом. Проминувши селище Ат-Тур, шосе полишає Єрусалим на КПП Зейтім. Після цього дорога є відкритою для зелених (палестинських) номерних знаків.

### Від Єрусалима до долини ріки Йордан
Звертаючи на схід після КПП, шосе 1 круто спускається до 375 метрів, де минає розв'язку Адумім з дорогою 417, що забезпечує доступ до населених пунктів Маалє-Адумім, Ейзарія та Абу-Діс, перетворюючись на історичну Єрихонську дорогу. Шлях повертає зі сходу на північний схід, продовжуючи спуск неподалік зони E1, Мішор Адумім і дороги 437 на висоті 250 метрів. Йдучи рівно протягом наступних 5 км, а іноді підвищуючись, дорога минає заповідник Нахаль-Ог (Ваді-Мухалік), зустрічається з дорогою Алон (№ 458) і знаменитим Хан аль-Ахмар  — бедуїнським караван-сараєм, пов'язаним з новозавітною розповіддю про доброго самарянина.

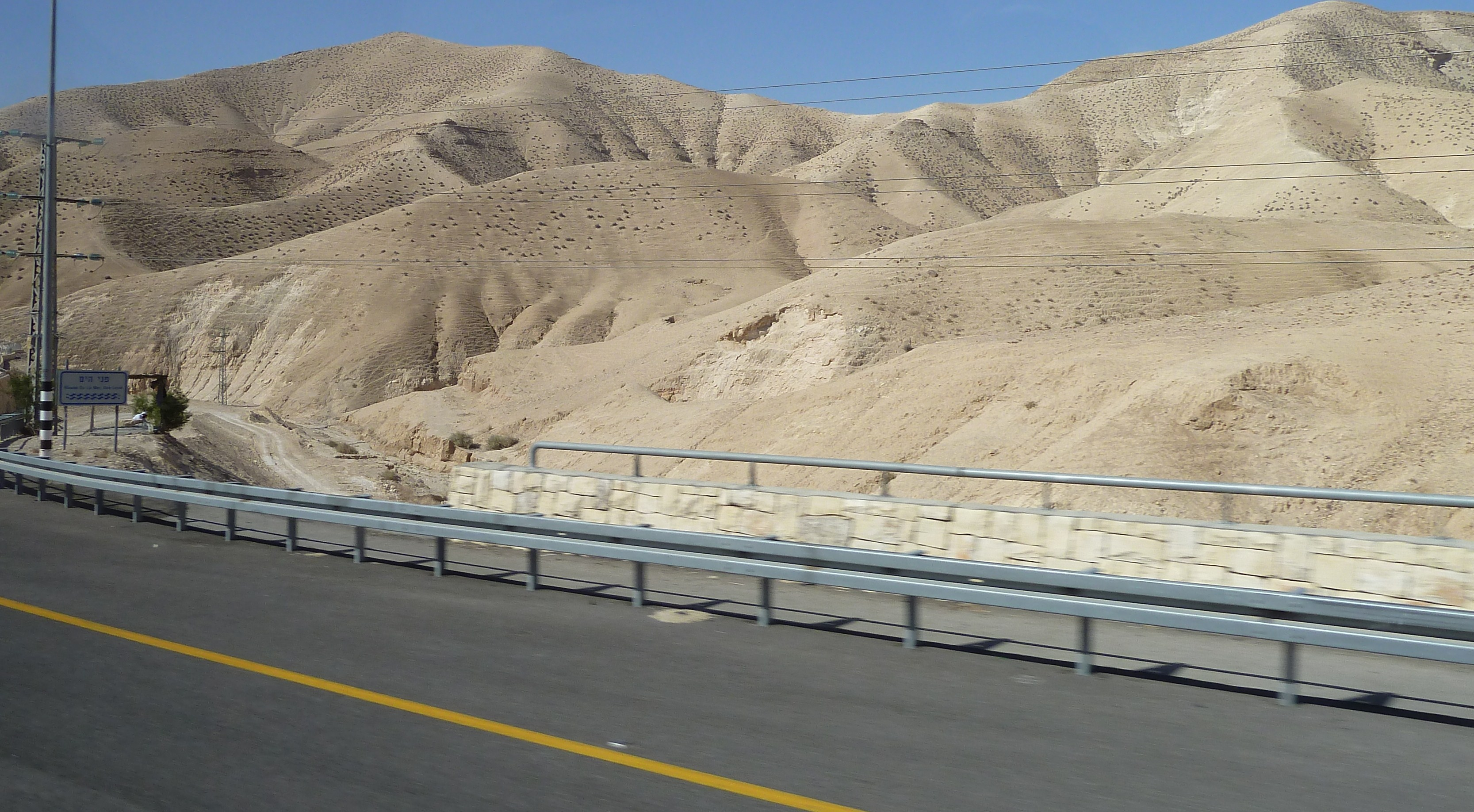
Рівень моря в Юдейській пустелі

Зі зменшенням висоти дорога знову короткочасно повертає на південь, де проходить Міцпе-Єріхо. Мандрівники, що повертаються з південного сходу, мають можливість зупинитися тут у привабливому пункті, розташованому на рівні моря (0 м), хоча мальовничий краєвид на долину ріки Йордан у цьому місці переважно утруднений навколишніми горами. Привабливість для туристів у тому, щоб сфотографуватися перед знаком рівня моря, а також — не безкоштовно — на горбі барвисто прикрашеного верблюда. Згодом дорога повертає на схід і спускається нижче рівня моря, проминувши початок дороги на Набі-Муса — місце паломництва, де (по вірі мусульман) похований Мойсей. На 230-ти метрах нижче рівня моря дорога проходить Єрихонське роздоріжжя, забезпечуючи доступ до Веред-Єріхо і, власне, Єрихону. Після ізраїльського поселення Бейт-га-Арава шосе 1 закінчується на однойменному роздоріжжі з шосе 90 на висоті 325 метрів нижче рівня моря.

## Історія
Ділянка між Латруном і Єрусалимом пролягає приблизно по стародавньому шляху, що з'єднував Яффо та Єрусалим. Крутий і звивистий підйом біля входу в Єрусалим був відомий як Ma'aleh HaRoma'im (Римський підйом) і охоплював 3-км шлях, що піднімається на 200 м вгору. Османи в 1867 році зробили дорогу Яффо–Єрусалим доступною для колісних транспортних засобів, і з тих пір вона слугувала головною магістраллю до Єрусалиму, якій віддавали перевагу перед більш топографічно зручними маршрутами, такими як Дорога 443. Найбільший дзвін для церкви комплексу Августи Вікторії, збудований у 1907—1910 роках, важив шість тон, і потребував розширення та асфальтування дороги.
Здавна паломники, що прибували на Святу Землю морським шляхом, подорожували по цій дорозі:
|                                                                  | Відстань від Яффи до Єрусалима така сама, як між Москвою і Троїце-Сергієвою лаврою, тобто близько 70 верст. Непогане шосе і залізниця сполучають ці два міста… Але найкраще йти пішки, взявши в руку ціпок, та закинувши за плечі торбинку з найбільш необхідним скарбом. Через ½ години шляху дорога виходить із яффських садів і в'ється по рівному місцю, між полів, нив і сіл. Ідучи цією дорогою, ми побачимо багато цікавого. Старовинні напівзруйновані колодязі туляться в зелені, а біля них натовпи жінок у тому ж одязі, з такими ж глечиками, які були під час Рахилі і Лавана; величезні араби чекають на крихітних віслюках; череди овець очікують своєї черги напитися біля криниці; вівчарі награють на сопілці; жінки йдуть з фруктами на ринок до Яффи; араби на верблюдах, на конях, на віслюках. А вдалині синіють Юдейські гори, на які дивився ще Авраам і Ной. Оригінальний текст (рос.) Расстояние от Яффы до Иерусалима тоже самое, что между Москвой и Троице-Сергиевой Лаврой, т. е. около 70 верст. Недурное шоссе и железная дорога соединяют эти два города… Но лучше всего идти пешком, взяв в руку палочку, да закинув за плеча котомку с самым необходимым добром. Через 1/2 часа пути дорога выходит из садов яффских и вьется по ровному месту, между полей, нив и деревушек. Идя по этой дороге, мы увидим много любопытного. Старинные полуразрушенные колодцы ютятся в зелени, а возле них толпы женщин в тех же одеждах, с такими же кувшинами, какие были во время Рахили и Лавана; огромные арабы ждут на крошечных осликах; стада овец ожидают своей очереди напиться у колодца; пастухи наигрывают на свирели; женщины идут с фруктами на рынок в Яффу; арабы на верблюдах, на лошадях, на ослах. А вдали синеют Иудейские горы, на которые смотрел еще Авраам и Ной. |
| — Сергій Меч, «Подорож до Палестини». (Географічний нарис). 1895 | |

Яффська дорога також згадана М. Булгаковим у «Майстрі і Маргариті» (розділ 16).

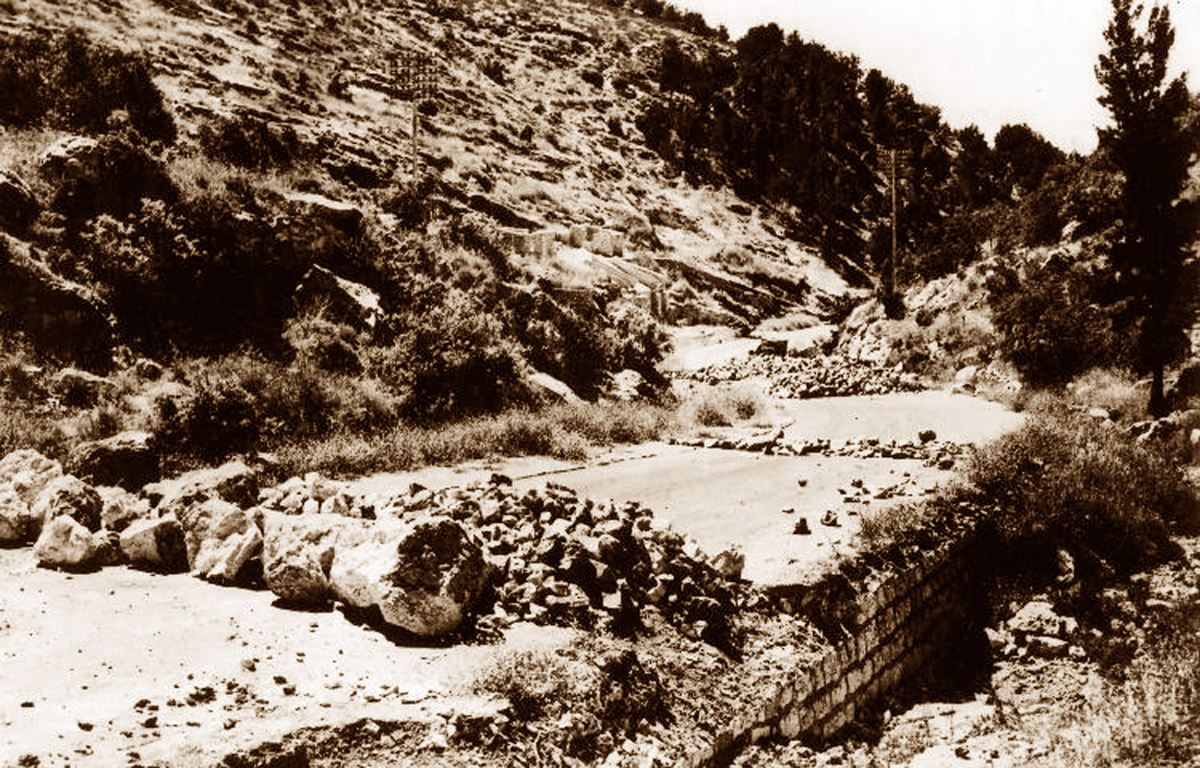
Заблокована дорога на Єрусалим. 1948 р.

У 1948 була здана ділянка Латрунського шосе на Йорданію і трафік переадресувався на новий маршрут під назвою Derekh Ha'Gvura (Дорога відваги), який нині є частиною шосе 44 і 38. У 1965 старе шосе було розширено до чотирьох смуг між Шаар ха-Ґай і Єрусалимом. Після Шестиденної війни Латрунська ділянка була знову відкрита; також була побудована розв'язка Гарель в Мевасерет-Ціоні. У 1970-х побудований об'їзд повз містечко Абу-Ґош і розв'язка Гемед.
У 1978 відкрито новий відрізок, під'єднано колишню дорогу 10 (Тель-Авів—Аеропорт Бен-Гуріон) включно з Шаар-га-Гай. Нова ділянка сформувала третю автомагістраль країни (після шосе 2 і 4). Хоча маршрут на 10 км довший, ніж по старій дорозі (тепер — шосе 44 і дорога 424), він набагато швидший. Одним із перших пасажирів на цій ділянці був єгипетський президент Анвар Садат під час його історичного візиту до Ізраїлю в 1977 році. На цьому відрізку шосе компактно перетинає Зелену лінію поруч із Латруном.
Ділянка між розв'язками Ганот і Бен-Шемен була розширена до шести автомобільних смуг у 1998 році під час будівництва шосе 6 (1999–2003), розв'язка Бен Шемен була повністю перебудована, і споруджена нова в районі села Кфар Данієль. Названа його іменем, розв'язка Данієль простягається на 1,5 км, маючи вісім паралельних смуг по шосе 1 і 6, забезпечуючи високошвидкісний рух із заходу на північ та зі сходу на південь.
Розв'язка Моца відкрита у 1990 році; розв'язка Шаар-га-Гай — у 1995. У 1998 закрито лівий поворот до Абу-Гош, Маалє-ха-Гаміша та Кір'ят-Анавім. Нарешті, у 2002 відкрито розв'язку Шореш, завдяки чому усунуто останній лівий поворот на шосе між Тель-Авівом і Єрусалимом. Хоча дорожнє полотно на ділянці Шаар-га-Гай—Єрусалим є повністю різнорівневим з іншими дорожніми полотнами, дорога, тим не менш, не відповідає стандартам автостради через вузькі узбіччя, небезпечні повороти та складні спуски. Тому обмеження швидкості на цій ділянці становить 80 км/год.
Розв'язка Анава відкрита 4 лютого 2009 разом зі східною частиною дороги 431. Це складна розв'язка, яка є першою в країні, що з'єднує вісім напрямів між двома автострадами без використання світлофорів.
Ділянка шосе на схід від Єрусалима побудована британцями у 1920-х роках, також по стародавньому шляху до Мертвого моря. Між 1948 і 1967 роками вона перебувала під контролем Йорданії, а з відновленням ізраїльського доступу стала відома як «Єрихонська дорога» (івр. דרך יריחו) або ж «Адумімський підйом» (івр. מעלה אדומים). Вона жваво згадана в контексті возз'єднання Єрусалима в знаменитій єврейській пісні «Золотий Єрусалим».
Наприкінці 1980-х була побудова нова дорога на північ від Єрихонської дороги, між районом у північній частині Єрусалима під назвою «Французький пагорб» і містом Маалє-Адумім. Ця ділянка була покращена в 1995 році, розширена проїзна частина і побудована нова розв'язка. Її об'їзд, призначений для зменшення заторів на розв'язці Шаар-Мізрах (2002), з'єднує шосе двома двосмуговими тунелями під горою Скопус у бік Єврейського університету, вулиці Бар-Ілан і центру міста. В рамках цього проекту побудовано нову розв'язку га-Зейтім біля підніжжя Оливкової гори.
Ділянка на захід і схід від Єрусалима пов'язана з високошвидкісним сегментом на півночі від центру міста. Місцевим вона відома як «дорога Іґаеля Ядіна» або «єрусалимська дорога 9». Вона містить проїзні частини, відокремлені одна від іншої розділювальною смугою, але включає два однорівневих перетини в місцях розв'язок.

### Єрусалимська дорога 9

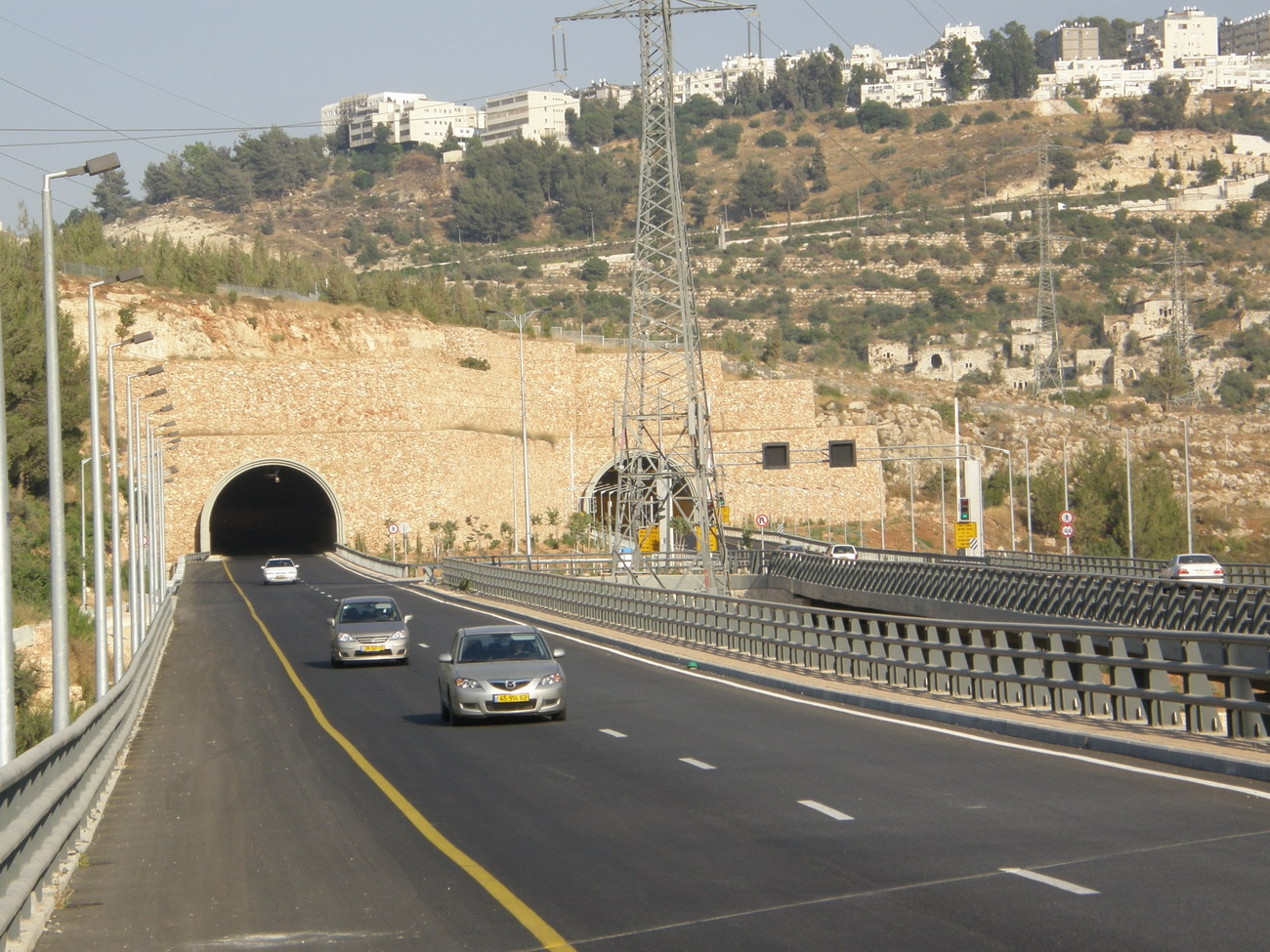
Подвійні тунелі та мости на єрусалимській дорозі 9

У 2001 році Компанія розвитку Єрусалима «Моріа» (Moriah Jerusalem Development Corporation) почала будувати об'їзний шлях повз густо перевантажений західний в'їзд до міста, пойменований «єрусалимською дорогою 9». До того мандрівники з заходу, які бажали досягти Мертвого моря (або навпаки), не мали кращої можливості, ніж проїхати перевантаженими міськими вулицями. Дорога була спрямована на поліпшення трафіку в районі Рамот і прилеглих околицях.
Протягом 3,6 км дорога спускається від спеціально побудованої розв'язки Шаар-Моріа, забезпечуючи різнорівневе відносно інших дорожніх полотен сполучення з розв'язкою Іґаель Ядін, північним та східним продовженнями шосе 1. Пройшовши через Емек ха-Аразім (Кедрову долину), вона натрапляє на два 400-метрових тунелі (один для східного напряму та один для західного), чотири мости через річку Сорек і дві нових розв'язки.
У той час як дорогу планувалося завершити на початку 2005 року, робота сповільнилася майже до повної зупинки між 2003–2006 роками й завершення будівництва було перенесене більш ніж на два роки. Відкриття, що планувалося на 21 травня 2007, було відкладене ще на два місяці, щоб корпорація «Моріа» завершила необхідні екологічні роботи. Дозвіл було надано за умови, що компанія і муніципалітет Єрусалима гарантують завершення екологічних робіт після відкриття дороги. Дорога 9 була відкрита 25 липня 2007, ставши частиною шосе 1.
У жовтні 2014 року єрусалимську дорогу 9 було офіційно перейменовано на «Derech Yitzhak Shamir» на честь 7-го прем'єр-міністра Ізраїлю.

## Плани розвитку
Ізраїльська залізниця побудувала нову високошвидкісну залізничну лінію між Тель-Авівом і Єрусалимом. Ця лінія перетинає шосе в трьох точках: через віадук на схід від аеропорту Бен-Гуріон, у тунелі на розв'язці Анава, та в іншому тунелі біля західного в'їзду в Єрусалим.
Наприкінці 2021 року почалося будівництво нової розв'язки, яка забезпечить додатковий під'їзд до аеропорту Бен-Гуріон з шосе 1. Нова розв'язка значно скоротить відстань, яку долають транспортні засоби, щоб дістатися до головного терміналу аеропорту з боку Тель-Авіва та інших точок на північ і захід від аеропорту.
Майбутній план щодо додавання смуг руху та зміни конфігурації шосе між Тель-Авівом і розв'язкою Шапірім буде реалізовано в рамках чотириколійного проєкту залізниці Тель-Авів — Лод, що планується реалізувати в середині 2020-х років.
Зараз будується розв'язка на Рамат Шломо. Після завершення вона замінить поточне регульоване перехрестя. Вона також призначається для забезпечення додаткового маршруту до парку високих технологій Хар Хоцвім. «Морія» також планує побудувати 1,5 км тунень на розв'язці Шаар-Мізра. Цей тунель дозволить транспорту обійти поточні регульовані перехрестя зі сходу на захід та забезпечить прямий доступ до північно-східних районів Єрусалиму. Після завершення цих двох проєктів на шосе між Тель-Авівом і Адуммімом залишиться лише одне однорівневе перехрестя в Ісавії.

### Єрусалимська дорога 16
Подібно до того, як Єрусалимська дорога 9 полегшила рух автомобілістів, які прямували до північного та східного Єрусалиму, оминаючи головний західний в'їзд до міста, додатковим проєктом для усунення вузького місця на західному в'їзді є будівництво Єрусалимської дороги 16. Це створить ще один вхід до Єрусалиму та забезпечить прямий доступ до центрального та південного Єрусалиму з заходу. Запланована дорога з'єднає шосе 1 на новій розв'язці Моца з єрусалимським шосе 50 (бульвар Бегіна) на розв'язці Гіват-Мордехай. Дорога проходила б здебільшого через серію тунелів під західними районами Єрусалиму Хар-Ноф і Єфе-Ноф і стоянками біля медичного центру Шаарей-Цедек із проміжною розв'язкою Нахаль-Ревіда, що веде до Гіват-Шауль. Проєкт коштуватиме приблизно 1,5 мільярда шекелів, і спочатку очікувалося, що він буде завершений до кінця 2018 року. Плану довелося зустріти жорсткий опір з екологічних міркувань через наземну ділянку в Нахаль Ревіда, розташовану в Єрусалимському лісі. Після численних затримок контракт на будівництво було нарешті укладено в серпні 2018 року, а будівництво, як очікується, триватиме з 2019 по 2023 роки.

## Перехрестя та розв'язки
| Кілометр | Назва                                                      | Тип                     | Значення назви                                               | Розташування | Перетин доріг                                       |
| --- | ---------------------------------------------------------- | ----------------------- | ------------------------------------------------------------ | --- | --------------------------------------------------- |
| Шосе Тель-Авів — Єрусалим |                                                            |                         |                                                              | |                                                     |
| 0 | מחלף קיבוץ גלויות (розв'язка Кібуц Ґалуйот)                |                         | «Зібрання ізраїльської діаспори на землю предків»            | Тель-авівські райони Шапіра, Кір'ят-Шалом, Хатіква та Езра                                                      | шосе 20, вул. Кібуц Ґалуйот, дорога 461 (вул. Лехі) |
| ↑Муніципальні межі Тель-Авіва↑ |                                                            |                         |                                                              | |                                                     |
| 4.5 | מחלף גנות (розв'язка Ґанот)                                |                         | «Сади»                                                       | мошав Ґанот | шосе 4                                              |
| 6.6 | מחלף שפירים (розв'язка Шапірім)                            |                         | названа як потік Шапірім                                     | м. Бейт-Даґан                                                                                                   | дорога 412                                          |
| 8.1 |                                                            |                         |                                                              | Швидкісна лінія Перехоплююча автостоянка                                                                        | під'їзна дорога                                     |
| 13 | מחלף בן גוריון (розв'язка Бен-Гуріон)                      |                         | названа як аеропорт                                          | Міжнародний аеропорт імені Бен-Гуріона                                                                          | дорога 4503                                         |
| 14.8 | מחלף לוד (розв'язка Лод)                                   |                         | названа як місцевість                                        | Лод | шосе 40                                             |
| 17.9 | מחלף בן שמן (розв'язка Бен-Шемен)                          |                         |                                                              | | дорога 443 на схід шосе 6 на північ                 |
| 18.8 | מחלף בן שמן (розв'язка Бен-Шемен)                          |                         | «Плідний»                                                    | мошави Бен-Шемен, Хадід, Кфар-Данієль                                                                           | дорога 443 дорога 444 дорога 4134                   |
| 20.1 | מחלף דניאל (розв'язка Данієль)                             |                         | названа як місцевість                                        | Кфар-Данієль | шосе 6                                              |
| 25.4 | מחלף ענבה (розв'язка Анава)                                |                         | «Ягода» названа як потік Анава (Анабе)                       | мошав Кфар-Шмуель                                                                                               | дорога 431                                          |
| 34.4 | Зелена лінія                                               | Зелена лінія            | Зелена лінія                                                 | Зелена лінія | Зелена лінія                                        |
| 34.4 | מחלף לטרון (розв'язка Латрун)                              |                         | «Замок (лицарів)» або «Дім доброго злочинця» (Луки 23:40-43) | Латрун | шосе 3                                              |
| 35.9 | Зелена лінія                                               | Зелена лінія            | Зелена лінія                                                 | Зелена лінія | Зелена лінія                                        |
| 38.6 | מחלף שער הגיא (розв'язка Шаар ха-Ґай)                      |                         | «Брама Долини»                                               | | шосе 38                                             |
| 42 | (тільки на схід)                                           |                         |                                                              | Розплідник ханаанської породи собак у Шаар ха-Ґай                                                               | під'їзна дорога                                     |
| 45.5 | מחלף שורש (розв'язка Шореш)                                |                         | «Корінь»                                                     | мошав Шореш | дорога 3955                                         |
| 46.9 | מחלף קרית יערים (розв'язка Кір'ят-Єарім) (тільки на захід) |                         | «Місто лісів»                                                | Кір'ят-Єарім | дорога 425                                          |
| 50.2 | מחלף חמד (розв'язка Гемед)                                 |                         | «Чарівність»                                                 | н.п. Абу-Ґош, Кір'ят-Анавім, Маалє ха-Гаміша, Гар-Адар Бейт-Некофа, Бейт-Накуба, Мевасерет-Ціон, парк Ейн-Гемед | дорога 3975                                         |
| 52.2 | מחלף הראל (розв'язка Гарель)                               |                         | «Гора Бога» (названа ім'ям бригади Гарель                    | Мевасерет-Ціон                                                                                                  | дорога 3985                                         |
| ↓Муніципальні межі Єрусалима↓ |                                                            |                         |                                                              | |                                                     |
| 54.7 | מחלף מוצא (розв'язка Моца)                                 |                         | «Зачин»                                                      | квартал Моца, мошав Бейт-Зайт                                                                                   | вул. Сорек, Єрусалимська дорога 16 (планується)     |
| Єрусалимська дорога 9 |                                                            |                         |                                                              | |                                                     |
| 56 | מחלף שער מוריה (розв'язка Шаар Морія)                      |                         | «Брама Морія» (місце жертвопринесення Ісаака 1 М. 22:2)      | Західний в'їзд до Єрусалима                                                                                     | бульвар Бен-Гуріона                                 |
| 57.6 | מנהרות שורק (тунелі Сорек)                                 |                         | потік Сорек («Вибрана лоза»)                                 | Емек ха-Аразім (Кедрова долина)                                                                                 | 400 метрів                                          |
| Бульвар Іґаеля Ядіна |                                                            |                         |                                                              | |                                                     |
| 58.6 | מחלף יגאל ידין (розв'язка Іґаель Ядін)                     |                         | названа іменем Іґаеля Ядіна                                  | район Рамот, Єрусалим                                                                                           | дорога 436, шосе 50 (бульвар Бегіна)                |
| 58.9 | Зелена лінія                                               | Зелена лінія            | Зелена лінія                                                 | Зелена лінія | Зелена лінія                                        |
| 60.5 | צומת רמת שלמה (перехрестя Рамат Шломо)                     |                         | пагорб Шломо                                                 | район Рамат Шломо                                                                                               | вул. Рабина Друка                                   |
| у стадії будівництва (термін здачі: січень 2015) |                                                            |                         |                                                              | |                                                     |
| 61.8 |                                                            |                         |                                                              | райони Рамат Шломо та Шуафат                                                                                    | Єрусалимська дорога 21 (будується)                  |
| 62.2 | перехрестя з лінією швидкісного трамваю                    |                         |                                                              | (Ґіват ха-Мівтар) зупинка швидкісного трамваю                                                                   |                                                     |
| 62.2 | צומת שער מזרח (перехрестя Шаар Мізрах)                     |                         | «Східна брама»                                               | райони Ґіват ха-Мівтар, Французький пагорб, Шуафат                                                              | бульвар Бар-Лев, дорога Шуафат                      |
| Дорога Маалє-Адумім |                                                            |                         |                                                              | |                                                     |
| 62.4 | מחלף שער מזרח (розв'язка Шаар Мізрах)                      |                         | «Східна брама»                                               | між районами Французький пагорб, Шуафат, Пісгат-Зеєв                                                            | шосе 60                                             |
| 62.8 | צומת שדרות משה דיין (перехрестя з бульваром Моше Даяна)    |                         | названа як місцевість                                        | між табором біженців Шуафат і районом Пісгат-Зеєв                                                               | бульвар Моше Даяна                                  |
| 63.7 | (тільки на схід)                                           |                         |                                                              | арабське селище Ісавайя                                                                                         | вул. Аната                                          |
| 65.3 |                                                            |                         |                                                              | Ісавайя | вул. Саярат Хая                                     |
| 66.4 | מחלף הזיתים (розв'язка ха-Зейтім)                          |                         | «Оливи»                                                      | арабське селище Ат-Тур                                                                                          | вул. Гардуб, Гар ха-Цофім, тунелі                   |
| ↑Муніципальні межі Єрусалима↑ |                                                            |                         |                                                              | |                                                     |
| 67.2 | Ізраїльський КПП Зейтім                                    | Ізраїльський КПП Зейтім | Ізраїльський КПП Зейтім                                      | Ізраїльський КПП Зейтім                                                                                         | Ізраїльський КПП Зейтім                             |
| ↑Закрито рух у західному напрямку транспортним засобам з зеленими номерними знаками (Палестинської автономії)↑ Зелені номери повинні рухатися на Аль-Заїм |                                                            |                         |                                                              | |                                                     |
| 69.1 | מחלף אדומים (розв'язка Адумім)                             |                         | «Червоне сходження»                                          | Маалє-Адумім | дорога 417                                          |
| Єрихонська дорога |                                                            |                         |                                                              | |                                                     |
| 72.3 | (тільки на захід)                                          |                         |                                                              | Мевасерет-Адумім                                                                                                | дорога місцевого значення                           |
| 73.3 | צומת אדומים צפון (перехрестя Адумім Північ)                |                         |                                                              | Маалє-Адумім (Північ)                                                                                           | бульвар Нофей ха-Селах                              |
| 74.7 | צומת מישור אדומים (перехрестя Мішор-Адумім)                |                         |                                                              | Промислова зона Мішор-Адумім                                                                                    | бульвар ха-Герва ха-Калкаліт                        |
| 74.8 |                                                            |                         |                                                              | між поселеннями Алмон, Хіцма та районом Пісгат-Зеєв                                                             | дорога 437                                          |
| 76 | (тільки на схід)                                           |                         |                                                              | заповідник Нагаль Оґ (Ваді-Мухалік)                                                                             | дорога місцевого значення                           |
| 77.3 | צומת אלון (перехрестя Алон)                                |                         | Названо ім'ям Ігаля Алона                                    | між поселеннями Кфар-Адумім, Алон та Маалє-Міхмас                                                               | дорога 458                                          |
| 77.8 | (колишнє перехрестя Алон)                                  |                         |                                                              | | закрите                                             |
| 78.6 | מחלף חאן אל-אחמאר (розв'язка Хан аль-Ахмар)                |                         | «Червоний заїжджий двір»                                     | Хан аль-Ахмар (заїжджий двір доброго самарянина), церква св. Євтимія                                            | під'їзна дорога                                     |
| 82.2 | צומת מצפה יריחו (перехрестя Міцпе-Єріхо)                   |                         | «Огляд Єрихону згори»                                        | Міцпе-Єріхо | дорога місцевого значення                           |
| 84.6 | (тільки на схід)                                           |                         |                                                              | Мальовничий вид на рівні моря                                                                                   | під'їзна дорога                                     |
| 87.5 | צומת נבי מוסא (перехрестя Набі-Муса)                       |                         | «Пророк Мойсей»                                              | місцевість Набі-Муса                                                                                            | дорога місцевого значення                           |
| 89.8 | צומת ירוחו (Єрихонське перехрестя)                         |                         | Єрихон                                                       | мошав Веред-Єріхо, Єрихон                                                                                       | дорога місцевого значення                           |
| 90 | צומת אלמוג (перехрестя Алмоґ)                              |                         | «Корал»                                                      | поселення Алмоґ                                                                                                 | під'їзна дорога                                     |
| 92.4 |                                                            |                         |                                                              | поселення Бейт ха-Арава                                                                                         | під'їзна дорога                                     |
| 94 | צומת בית הערבה (перехрестя Бейт ха-Арава)                  |                         | «Дім Арави»                                                  | Бейт ха-Арава                                                                                                   | шосе 90                                             |

## Небезпечна ділянка
28.5 км шосе 1 було оголошено ізраїльською поліцією небезпечною ділянкою в 2015 році.